# 短型裸腹蚤
短型裸腹蚤（学名：Moina brachiata）为裸腹蚤科裸腹蚤属的动物。分布于亚洲、欧洲、北美洲、非洲以及中国大陆的浙江等地，属于广温性物种。其常栖息于水库等间歇性小型水域以及沼泽中。